# Gabriel Allier
Pour les articles homonymes, voir Allier.
Gabriel Allier est un compositeur et chef d’orchestre français né le 6 septembre 1863 à Lyon (2e arrondissement) dans le Rhône, et mort le 31 janvier 1924 dans le 6e arrondissement de Paris.

## Biographie
Au moment de son incorporation au service militaire en 1884, Gabriel Allier réside à Namur où il est chef d'orchestre. Il est ensuite chef de musique au 74e régiment d'infanterie de Rouen, où il atteint le grade de capitaine. Il va mener une carrière de chef d’orchestre et de compositeur de musique militaire. Compositeur, il est inscrit à la SACEM en 1896. Gabriel Allier acquiert une grande notoriété par ses travaux de composition et aussi d'arrangeur de partitions. Beaucoup de ses œuvres figurent toujours au répertoire de la Musique de la Garde républicaine, et de la Musique des gardiens de la paix. Il quitte l'armée et prend sa retraite en 1918, à 55 ans. Il change de style et fonde un orchestre de variétés. Il compose alors des partitions pour piano, dans un esprit qui est celui de la musique de variétés. Il devient chef d'orchestre au dancing du Luna Park de Paris, situé près de la Porte Maillot, un parc d’attractions qui a été ouvert en 1909. Gabriel Allier décède à Paris en 1924 et il est inhumé au cimetière des Batignolles.

## Œuvres

### Musique classique
Références de quelques-unes des œuvres composées pour le piano seul ou pour des petits ensembles de musique de chambre :
- Pick-pocket-polka. Polka pour piano. Publication en 1899.
- Amoureuse. Valse pour piano. Première publication en 1900. Dédicace à Mademoiselle Lucienne Lanne.
- Joyeuse Espagne. Valse pour piano. Première publication en 1905. Dédicace à Mademoiselle Léa Gatine.
- Polka des clowns. Polka pour piano. Publication vers 1910. Dédicace au Colonel L. Abria.
- Scène champêtre. Trio pour instruments à vent (hautbois ou flute, clarinette, basson ou cor) . Publication en 1920.

### Musique militaire
Références de quelques partitions composées pour des ensembles de musique militaire :
- Le Joyeux Trompette, pas redoublé
- Paris-Londres, marche
- Villars, marche
- Pierre et Pierrette, polka
- La Polka des Englishs

## Décoration
- Chevalier de la Légion d'honneur en 1915